# MARLMARL
MARLMARL（マールマール）は、日本の株式会社Yomが保有するスタイやお食事用のエプロンを中心とした出産祝いのギフトブランド。東京都目黒区で創業、現在の本社は東京都渋谷区。

## 特徴
日本発のベビーの出産祝い（ギフト）ブランド。主力商品であるスタイにはお名前の刺繍入れが可能。様々な商品と詰め合わせができるボックスが用意されており、孫・友人・同僚・上司などの出産祝いとして利用されている。

## 歴史
2012年創業、自社WEB販売にてスタート。タレントの蛯原英里、A BATHING APEなどのストリートブランドやDISNEY、PEANUTSなどのキャラクターブランドとコラボレーションを取り組みながら知名度を拡大してきた。出産祝い（ギフト）の定番ブランドと位置付けられる。

## 主なアーカイブ
- 2014年12月：2014年ペアレンティングアワード受賞
- 2015年08月：MARLMARL代官山店をOPEN
- 2016年03月：MARLMARL HINKA RINKA 銀座店をOPEN
- 2017年03月：MARLMARL 横浜みなとみらい店をOPEN
- 2017年05月：MARLMARL 京都三条通店をOPEN
- 2017年05月：第22回繊研新聞社主催 キッズファッション賞受賞
- 2017年07月：MARLMARL 名古屋栄店をOPEN
- 2017年08月：MARLMARL 大阪ルクアイーレ店をOPEN
- 2018年02月：MARLMARL 伊勢丹新宿店をOPEN
- 2018年02月：MARLMARL 阪急うめだ店をOPEN
- 2018年04月：宝島社出版 『MARLMARL Brandbook 2018』を発売

## コンセプト
【大切な人への大切なギフト】たいせつな人の顔を思い浮かべてギフトを選ぶ、たいせつな時間のお手伝いができたらという思いから子どもたちの特別なシーンを彩る、さまざまなアイテムを用意している。

## 国際展開
アジア圏を中心に積極的に海外進出をしている。日本中国は自己資本運営。その他は総代理店となる。

## ホルムアルデヒド検出
2017年10月に大阪保健所の抜き取り検査の結果、国の基準値を上回るホルムアルデヒドが検出され、自主回収を行った。総販売枚数約12000枚のうち半数以上を2018年3月時点で回収済み。現在も返品を受け付けている。

## 出版図書
- 『MARLMARL Brand Mook2018』（宝島社出版）